# Đuro Crnadak
Đuro Crnadak (1820. – 1908.), hrvatski poduzetnik i istaknuti kulturni radnik. Suosnivač je Matice, Akademije i Sveučilišta, saborski zastupnik i zagrebački podnačelnik. Kći Klementina bila je supruga Đure Pilara, akademika, sveučilišnog profesora, geologa i paleontologa europskoga glasa i mati Ive Pilara, hrvatskog pravnika, pravaškog političara, bankarskog stručnjaka, povjesničara, publicista, filozofskog pisca, utemeljitelja hrvatske geopolitike, pionira političkog zemljopisa, sociologije i psihologije u Hrvata.